# Privolnoje
Privolnoje (oroszul: Приво́льное) vidéki település Oroszországban. Lakossága a 2010-es orosz népszámlálás szerint 3350 fő, míg a 2002-es orosz népszámlálás szerint 3491 ember élt a településen.

## Nevezetes szülöttei
Mihail Szergejevics Gorbacsov, a Szovjetunió Kommunista Pártjának főtitkára illetve a Szovjetunió elnöke, 1931. március 2-án született Privolnojében. Gorbacsov gyermekként az 1932-1933-as szovjet éhínség után nőtt fel. Emlékirataiban így emlékezett vissza: „Abban a szörnyű évben szülőfalum, Privolnoje lakosságának majdnem fele éhen halt, köztük apám két nővére és egy testvére”.

## Fordítás
Ez a szócikk részben vagy egészben  a   Privolnoye, Stavropol Krai című angol Wikipédia-szócikk ezen változatának fordításán alapul.  Az eredeti cikk szerkesztőit annak laptörténete sorolja fel. Ez a jelzés csupán a megfogalmazás eredetét és a szerzői jogokat jelzi, nem szolgál a cikkben szereplő információk forrásmegjelöléseként.